# 卡斯拉諾

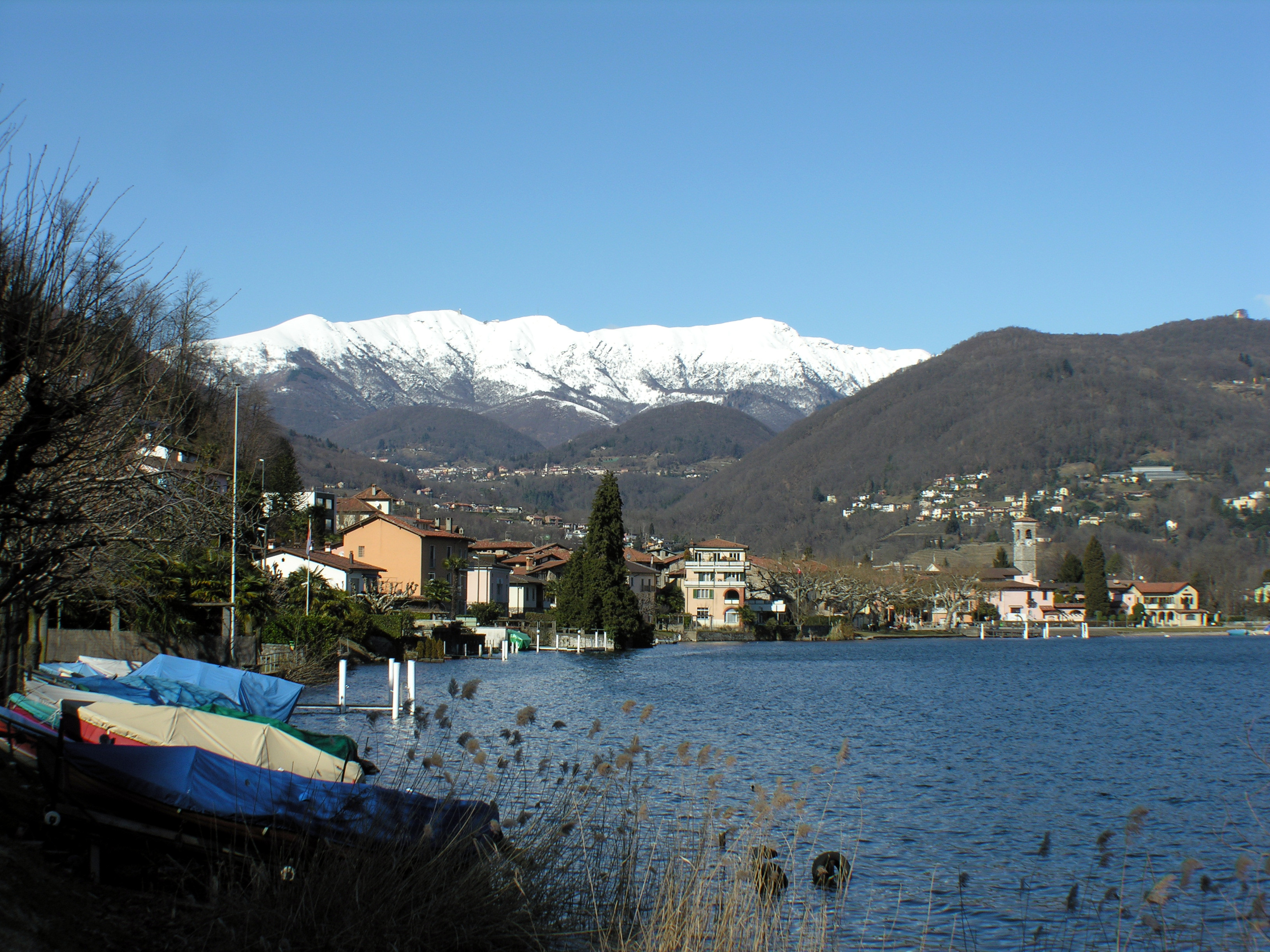

卡斯拉諾是瑞士的城鎮，位於該國南部，由提契諾州負責管轄，面積2.84平方公里，海拔高度272米，2011年人口4,090，七成半人口信奉羅馬天主教，人口密度每平方公里1440人。

## 外部連結
- Caslano （页面存档备份，存于）